# Sándor János (bányamérnök)
Sándor János (Kazár, 1920. augusztus 3. – Budapest, 1987. április 1.) magyar bányamérnök.

## Életpályája
1944-ben diplomázott Sopronban, a Műegyetem soproni bányamérnöki karán. 1945-től a kisterenyei bányák és sodronykötél-pálya üzemvezetője volt. 1946-tól Kazáron, Újlakon és Kisteleken volt üzemvezető. 1952-től a Mátranováki Szénbányák főmérnökeként dolgozott. 1956-tól az Uránterv alkalmazottja és a Nehézipari Minisztériumban az uránipari főosztályt vezette. 1967-ben a Bányászati Tervező Intézet (BTI) igazgatója lett, majd 1979-től a jogutód Központi Bányászati Fejlesztési Intézetben (KBFI) igazgató-helyettese volt. 1979-ben vonult nyugdíjba. 
A nógrádi szénmedence különböző üzemeiben tíz éven át főmérnökként dolgozott. Mátranovákon eredményesen alkalmazta elsőként az új Donbassz kombájnt. Korábbi üzemi tapasztalatait számos bányaüzem tervezése során kamatoztatta.
Sírja a Farkasréti temetőben található (23/1-1-93).